# Poprad-Tatry ATP Challenger Tour 2015
Poprad-Tatry ATP Challenger Tour 2015 byl profesionální tenisový turnaj pořádaný jako součást mužského okruhu ATP Challenger Tour, který se odehrával na otevřených antukových dvorcích v areálu Tenisové kurty mesta Poprad. Představoval nástupnický turnaj po challengeru Košice Open, který se hrál dvanáct let. Konal se mezi 15. až 20. červnem 2015 ve slovenském Popradu jako první ročník turnaje.
Rozpočet turnaje činil 42 500 eur a hráči měli zajištěnu tzv. Hospitality. Nejvýše nasazeným tenistou ve dvouhře se stal sedmdesátý sedmý muž žebříčku Blaž Kavčič ze Slovinska. Jako poslední přímý účastník do hlavní singlové soutěže nastoupil 335. slovenský hráč žebříčku Filip Horanský.
Premiérový singlový titul na challengerech vybojoval Čech Adam Pavlásek, který předchozí dvě finále prohrál. Deblovou část vyhrála česká dvojice Roman Jebavý a Jan Šátral, jejíž členové získali v této úrovni první společnou trofej.

## Rozdělení bodů a finančních odměn

### Rozdělení bodů
| Soutěž  | vítězové | finalisté | semifinalisté | čtvrtfinalisté | 16 v kole | 32 v kole | Q |
| dvouhra | 90       | 55        | 33            | 17             | 8         | 0         | 5 |
| čtyřhra | 90       | 55        | 33            | 17             | 0         | —         | — |

### Finanční odměny
| Soutěž                              | vítězové | finalisté | semifinalisté | čtvrtfinalisté | 16 v kole | 32 v kole |
| ----------------------------------- | -------- | --------- | ------------- | -------------- | --------- | --------- |
| dvouhra                             | €6 150   | €3 600    | €2 130        | €1 245         | €730      | €440      |
| čtyřhra                             | €2 650   | €1 500    | €920          | €540           | €310      | —         |
| částka ve čtyřhře je uvedena na pár |          |           |               |                |           |           |

## Mužská dvouhra

### Nasazení
| Stát                          | Hráč                | ATP  | Nasazení |
| ----------------------------- | ------------------- | ---- | -------- |
| Slovinsko                     | Blaž Kavčič         | 77.  | 1.       |
| Kazachstán                    | Oleksandr Nedověsov | 123. | 2.       |
| Argentina                     | Facundo Argüello    | 133. | 3.       |
| Brazílie                      | André Ghem          | 135. | 4.       |
| Slovensko                     | Norbert Gombos      | 137. | 5.       |
| Rakousko                      | Gerald Melzer       | 167. | 6.       |
| Slovensko                     | Jozef Kovalík       | 190. | 7.       |
| Bělorusko                     | Uladzimir Ignatik   | 204. | 8.       |
| Žebříček ATP k 8. červnu 2015 |                     |      |          |

### Jiné formy účasti
Následující hráči obdrželi divokou kartu do hlavní soutěže:
- Djordje Djoković
- Juraj Šimčák
- Dominik Šproch
- Péter Vajda

Následující hráči postoupili z kvalifikace:
- Toni Androić
- Tomás Lipovsek Puches
- Kamil Majchrzak
- Jan Šátral

## Mužská čtyřhra

### Nasazení
| Stát                                                                     | Hráč              | Stát      | Hráč                      | ATP  | Nasazení |
| ------------------------------------------------------------------------ | ----------------- | --------- | ------------------------- | ---- | -------- |
| Německo                                                                  | Gero Kretschmer   | Německo   | Alexander Satschko        | 196. | 1.       |
| Polsko                                                                   | Mateusz Kowalczyk | Slovensko | Igor Zelenay              | 202. | 2.       |
| Venezuela                                                                | Roberto Maytín    | Mexiko    | Miguel Ángel Reyes-Varela | 217. | 3.       |
| Bělorusko                                                                | Aleksandr Buryj   | Polsko    | Andriej Kapaś             | 293. | 4.       |
| Žebříček ATP k 8. červnu 2015; číslo je součtem umístění obou členů páru |                   |           |                           |      |          |

### Jiné formy účasti
Následující páry obdržely divokou kartu do hlavní soutěže:
- Riccardo Bellotti /  Dennis Novak
- Djordje Djoković /  Péter Vajda
- Juraj Šimčák /  Dominik Šproch

## Přehled finále

### Mužská dvouhra
- Adam Pavlásek vs.  Hans Podlipnik Castillo, 6–2, 3–6, 6–3

### Mužská čtyřhra
- Roman Jebavý /  Jan Šátral vs.  Norbert Gombos /  Adam Pavlásek, 6–2, 6–2